# Amira (Argélia)
Amira (em árabe: المراه; romaniz.: El-Amirah) é uma cidade localizada na província de Aïn Defla, no norte da Argélia. Sua população era de 31 073 habitantes, em 2008.